# Liste des députés européens de la 1re législature

Les premières élections européennes au suffrage universel direct ont lieu en juin 1979. Les citoyens élisent 410 députés européens dans neuf pays pour un mandat de cinq ans.
En 1981, la Grèce rejoint les Communautés européennes et élit 24 députés, ce qui porte le total de députés européens à 434.
Sauf mention contraire, le mandat des députés débute le 16 juillet 1979 et se termine le 23 juillet 1984.

## Composition du Parlement européen
| Groupe politique                   | Groupe politique                   | Groupe politique                                                           | Tendance majoritaire                                                       | Députés   | Députés   |
| Groupe politique                   | Groupe politique                   | Groupe politique                                                           | Tendance majoritaire                                                       | 1979-1980 | 1981-1984 |
| ---------------------------------- | ---------------------------------- | -------------------------------------------------------------------------- | -------------------------------------------------------------------------- | --------- | --------- |
|                                    | SOC                                | Socialiste                                                                 | Socialisme, social-démocratie                                              | 113       | 125       |
|                                    | PPE                                | Parti populaire européen                                                   | Démocratie chrétienne, libéral                                             | 107       | 115       |
|                                    | DE                                 | Démocrates européens                                                       | Conservateur, libéral                                                      | 64        | 64        |
|                                    | COM                                | Communiste et apparentés                                                   | Communisme, eurocommunisme                                                 | 44        | 48        |
|                                    | LD                                 | Libéral et démocratique                                                    | Libéralisme politique, fédéralisme                                         | 40        | 38        |
|                                    | DEP                                | Démocrates européens de progrès                                            | Conservatisme, nationalisme                                                | 22        | 22        |
|                                    | CDI                                | Coordination technique pour la défense des groupes et membres indépendants | Coordination technique pour la défense des groupes et membres indépendants | 11        | 11        |
|                                    |                                    |                                                                            |                                                                            |           |           |
| Total de députés membre de groupes | Total de députés membre de groupes | Total de députés membre de groupes                                         | Total de députés membre de groupes                                         | 401       | 423       |
|                                    | Députés non-inscrits               | Députés non-inscrits                                                       | Députés non-inscrits                                                       | 9         | 11        |
|                                    |                                    |                                                                            |                                                                            |           |           |
| Total des sièges pourvus           | Total des sièges pourvus           | Total des sièges pourvus                                                   | Total des sièges pourvus                                                   | 410       | 434       |

## Groupe socialiste
| Nom | Parti                                   | Pays                 |
| --- | --------------------------------------- | -------------------- |
| Victor Abens | Parti ouvrier socialiste luxembourgeois | Luxembourg           |
| Gordon Adam | Parti travailliste                      | Royaume-Uni          |
| Willem Albers | Parti travailliste                      | Pays-Bas             |
| Nicolas Alfonsi à partir du 1er septembre 1981 | Mouvement des radicaux de gauche        | France               |
| Gaetano Arfé | Parti socialiste italien                | Italie               |
| Rudi Arndt | Parti social-démocrate d'Allemagne      | Allemagne de l'Ouest |
| Richard Balfe | Parti travailliste                      | Royaume-Uni          |
| Pierre Bernard à partir du 25 mars 1983 | Parti socialiste                        | France               |
| Alain Bombard à partir du 1er septembre 1981 | Parti socialiste                        | France               |
| Roland Boyes | Parti travailliste                      | Royaume-Uni          |
| Janey Buchan | Parti travailliste                      | Royaume-Uni          |
| Richard Caborn | Parti travailliste                      | Royaume-Uni          |
| Antonio Cariglia | Parti social-démocrate italien          | Italie               |
| Barbara Castle | Parti travailliste                      | Royaume-Uni          |
| Gisèle Charzat | Parti socialiste                        | France               |
| Gaetano Cingari à partir du 3 octobre 1983 | Parti socialiste italien                | Italie               |
| Frank Cluskey à partir du 1er juillet 1981 jusqu'au 14 décembre 1982 | Parti travailliste                      | Irlande              |
| Ann Clwyd | Parti travailliste                      | Royaume-Uni          |
| Robert Cohen | Parti travailliste                      | Pays-Bas             |
| Kenneth D. Collins | Parti travailliste                      | Royaume-Uni          |
| Bettino Craxi jusqu'au 4 août 1983 | Parti socialiste italien                | Italie               |
| Édith Cresson jusqu'au 16 juin 1981 | Parti socialiste                        | France               |
| Piet Dankert | Parti travailliste                      | Pays-Bas             |
| Jacques Delors jusqu'au 16 juin 1981 | Parti socialiste                        | France               |
| Eileen Desmond jusqu'au 7 juillet 1981 | Parti travailliste                      | Irlande              |
| Marie-Jacqueline Desouches à partir du 11 septembre 1981 | Parti socialiste                        | France               |
| Mario Didò | Parti socialiste italien                | Italie               |
| Paule Duport à partir du 1er novembre 1981 | Parti socialiste                        | France               |
| Raymonde Dury (Remplace Fernand Delmotte le 30 mars 1982.) | Parti socialiste                        | Belgique             |
| Derek A. Enright | Parti travailliste                      | Royaume-Uni          |
| Claude Estier jusqu'au 31 août 1981 | Parti socialiste                        | France               |
| Louis Eyraud à partir du 15 septembre 1981 | Parti socialiste                        | France               |
| Roger Fajardie à partir du 17 juin 1981 | Parti socialiste                        | France               |
| Maurice Faure jusqu'au 4 juin 1981 | Mouvement des radicaux de gauche        | France               |
| Ludwig Fellermaier | Parti social-démocrate d'Allemagne      | Allemagne de l'Ouest |
| Mauro Ferri | Parti social-démocrate italien          | Italie               |
| Ove Fich (remplace Kjeld Olesen le 7 novembre 1979) | Social-démocratie                       | Danemark             |
| Katharina Focke | Parti social-démocrate d'Allemagne      | Allemagne de l'Ouest |
| Raymond Forni à partir du 17 juin 1981 jusqu'au 10 septembre 1981 | Parti socialiste                        | France               |
| Bruno Friedrich | Parti social-démocrate d'Allemagne      | Allemagne de l'Ouest |
| Yvette Fuillet | Parti socialiste                        | France               |
| Volkmar Gabert | Parti social-démocrate d'Allemagne      | Allemagne de l'Ouest |
| Michael Gallagher | Parti travailliste                      | Royaume-Uni          |
| Françoise Gaspard jusqu'au 31 août 1981 | Parti socialiste                        | France               |
| Vincenzo Gatto | Parti socialiste italien                | Italie               |
| Fritz Gautier (Remplace Eugen Loderer le 18 janvier 1980) | Parti social-démocrate d'Allemagne      | Allemagne de l'Ouest |
| Ernest Glinne | Parti socialiste                        | Belgique             |
| Eva Gredal | Social-démocratie                       | Danemark             |
| Winston James Griffiths | Parti travailliste                      | Royaume-Uni          |
| Brendan Halligan à partir du 2 mars 1983 | Parti travailliste                      | Irlande              |
| Klaus Hänsch | Parti social-démocrate d'Allemagne      | Allemagne de l'Ouest |
| Hermann Heinemann (Remplace Willy Brandt le 11 mars 1983) | Parti social-démocrate d'Allemagne      | Allemagne de l'Ouest |
| Luise Herklotz | Parti social-démocrate d'Allemagne      | Allemagne de l'Ouest |
| Ien van den Heuvel | Parti travailliste                      | Pays-Bas             |
| Magdalene Hoff | Parti social-démocrate d'Allemagne      | Allemagne de l'Ouest |
| John Horgan (en) à partir du 21 octobre 1981 jusqu'au 1er janvier 1983 | Parti travailliste                      | Irlande              |
| John Hume | Parti travailliste                      | Royaume-Uni          |
| Frédéric Jalton à partir du 7 mars 1980 jusqu'au 14 septembre 1981 | Parti socialiste                        | France               |
| Gérard Jaquet | Parti socialiste                        | France               |
| Charles Josselin jusqu'au 15 juillet 1981 | Parti socialiste                        | France               |
| Liam Kavanagh jusqu'au 7 juillet 1981 | Parti travailliste                      | Irlande              |
| Justin Keating à partir du 8 février 1984 | Parti travailliste                      | Irlande              |
| Brian M. Key | Parti travailliste                      | Royaume-Uni          |
| Jan Klinkenborg | Parti social-démocrate d'Allemagne      | Allemagne de l'Ouest |
| Annie Krouwel-Vlam | Parti travailliste                      | Pays-Bas             |
| Heinz Kühn | Parti social-démocrate d'Allemagne      | Allemagne de l'Ouest |
| Pierre Lalumière à partir du 23 novembre 1981 | Parti socialiste                        | France               |
| Erwin Lange | Parti social-démocrate d'Allemagne      | Allemagne de l'Ouest |
| Pietro Lezzi | Parti socialiste italien                | Italie               |
| Rolf Linkohr | Parti social-démocrate d'Allemagne      | Allemagne de l'Ouest |
| Anne-Marie Lizin | Parti socialiste                        | Belgique             |
| Alfred Lomas | Parti travailliste                      | Royaume-Uni          |
| Charles-Émile Loo | Parti socialiste                        | France               |
| Finn Lynge | Siumut                                  | Danemark             |
| Maria Antonietta Macciocchi à partir du 28 septembre 1979 | Parti radical                           | Italie               |
| Roland Marchesin à partir du 1er janvier 1984 | Parti socialiste                        | France               |
| Gilles Martinet jusqu'au 22 novembre 1981 | Parti socialiste                        | France               |
| Pierre Mauroy jusqu'au 6 mars 1980 | Parti socialiste                        | France               |
| Thomas Megahy | Parti travailliste                      | Royaume-Uni          |
| Karl-Heinrich Mihr (Remplace Karl W.H. Hauenschild le 16 janvier 1980) | Parti social-démocrate d'Allemagne      | Allemagne de l'Ouest |
| Johan van Minnen | Parti travailliste                      | Pays-Bas             |
| Jacques Moreau | Parti socialiste                        | France               |
| Didier Motchane | Parti socialiste                        | France               |
| Hemmo J. Muntingh | Parti travailliste                      | Pays-Bas             |
| Jean Oehler jusqu'au 31 octobre 1981 | Parti socialiste                        | France               |
| Michael O'Leary jusqu'au 30 juin 1981 | Parti travailliste                      | Irlande              |
| Flor O'Mahony à partir du 2 mars 1983 | Parti travailliste                      | Irlande              |
| Flavio Orlandi | Parti social-démocrate italien          | Italie               |
| Séamus Pattison à partir du 9 juillet 1981 jusqu'au 15 décembre 1983 | Parti travailliste                      | Irlande              |
| Jiri Pelikan | Parti socialiste italien                | Italie               |
| Daniel Percheron jusqu'au 31 décembre 1983 | Parti socialiste                        | France               |
| Nicole Péry à partir du 17 septembre 1981 | Parti socialiste                        | France               |
| Hans Johannes Wilhelm Peters | Parti social-démocrate d'Allemagne      | Allemagne de l'Ouest |
| Eggert Petersen (remplace Mette Groes le 9 octobre 1980) | Social-démocratie                       | Danemark             |
| Edgard Pisani à partir du 24 octobre 1979 jusqu'au 25 mai 1981 | Parti socialiste                        | France               |
| Ruggero Puletti | Parti social-démocrate italien          | Italie               |
| Joyce Quin | Parti travailliste                      | Royaume-Uni          |
| Lucien Radoux | Parti socialiste                        | Belgique             |
| Helmut Martin Rieger à partir du 13 novembre 1980 en remplacement de Heinz Schmitt | Parti social-démocrate d'Allemagne      | Allemagne de l'Ouest |
| Carlo Ripa di Meana | Parti socialiste italien                | Italie               |
| Dieter Rogalla(Remplace Erdmann Linde le 30 septembre 1981) | Parti social-démocrate d'Allemagne      | Allemagne de l'Ouest |
| Allan R. Rogers | Parti travailliste                      | Royaume-Uni          |
| Yvette Roudy jusqu'au 16 juin 1981 | Parti socialiste                        | France               |
| Giorgio Ruffolo jusqu'au 30 septembre 1983 | Parti socialiste italien                | Italie               |
| Henri Saby à partir du 17 juin 1981 | Parti socialiste                        | France               |
| Heinke Salisch | Parti social-démocrate d'Allemagne      | Allemagne de l'Ouest |
| Georges Sarre jusqu'au 16 septembre 1981 | Parti socialiste                        | France               |
| Rudolf F. Schieler | Parti social-démocrate d'Allemagne      | Allemagne de l'Ouest |
| Dieter P.A. Schinzel | Parti social-démocrate d'Allemagne      | Allemagne de l'Ouest |
| Gerhard Schmid | Parti social-démocrate d'Allemagne      | Allemagne de l'Ouest |
| Karl Schön | Parti social-démocrate d'Allemagne      | Allemagne de l'Ouest |
| Roger-Gérard Schwartzenberg jusqu'au 23 mars 1983 | Mouvement des radicaux de gauche        | France               |
| Olaf Schwencke | Parti social-démocrate d'Allemagne      | Allemagne de l'Ouest |
| Barry H. Seal | Parti travailliste                      | Royaume-Uni          |
| Horst Seefeld | Parti social-démocrate d'Allemagne      | Allemagne de l'Ouest |
| Hans-Joachim Seeler | Parti social-démocrate d'Allemagne      | Allemagne de l'Ouest |
| Lieselotte Seibel-Emmerling | Parti social-démocrate d'Allemagne      | Allemagne de l'Ouest |
| Hellmut Sieglerschmidt | Parti social-démocrate d'Allemagne      | Allemagne de l'Ouest |
| Giorgio Strehler à partir du 26 septembre 1983 | Parti socialiste italien                | Italie               |
| Georges Sutra de Germa | Parti socialiste                        | France               |
| Bernard Thareau à partir du 17 juin 1981 | Parti socialiste                        | France               |
| Yvonne Théobald-Paoli à partir du 16 juillet 1981 | Parti socialiste                        | France               |
| Seán Treacy à partir du 9 juillet 1981 | Parti travailliste                      | Irlande              |
| Marijke van Hemeldonck (Remplace Marcel Colla le 31 janvier 1982.) | Parti socialiste                        | Belgique             |
| Karel Van Miert | Parti socialiste                        | Belgique             |
| Marie-Claude Vayssade | Parti socialiste                        | France               |
| Willy Vernimmen | Parti socialiste                        | Belgique             |
| Heinz Oskar Vetter | Parti social-démocrate d'Allemagne      | Allemagne de l'Ouest |
| Gérard Fuchs à partir du 17 juin 1981 | Parti socialiste                        | France               |
| Phili Viehoff à partir du 29 novembre 1979 | Parti travailliste                      | Pays-Bas             |
| Anne Vondeling décédé le 22 novembre 1979 | Parti travailliste                      | Pays-Bas             |
| John O'Connell jusqu'au 10 septembre 1981 | Parti travailliste                      | Irlande              |
| Thomas von der Vring | Parti social-démocrate d'Allemagne      | Allemagne de l'Ouest |
| Manfred W. Wagner | Parti social-démocrate d'Allemagne      | Allemagne de l'Ouest |
| Gerd Walter | Parti social-démocrate d'Allemagne      | Allemagne de l'Ouest |
| Beate Weber | Parti social-démocrate d'Allemagne      | Allemagne de l'Ouest |
| Mario Zagari | Parti socialiste italien                | Italie               |
| Eisso P. Woltjer | Parti travailliste                      | Pays-Bas             |
| Klaus H.W. Wettig | Parti social-démocrate d'Allemagne      | Allemagne de l'Ouest |
| Heidemarie Wieczorek-Zeul | Parti social-démocrate d'Allemagne      | Allemagne de l'Ouest |
| À partir de 1981 |                                         |                      |
| Yánnis Koutsochéras 1er janvier 1981 – 18 octobre 1981 | Mouvement socialiste panhellénique      | Grèce                |
| Asimákis Fotílas 1er janvier 1981 – 18 octobre 1981 | Mouvement socialiste panhellénique      | Grèce                |
| Ioannis Haralampopoulos 1er janvier 1981 – 18 octobre 1981 | Mouvement socialiste panhellénique      | Grèce                |
| Anastassios Peponis 1er janvier 1981 – 18 octobre 1981 | Mouvement socialiste panhellénique      | Grèce                |
| Konstantinos Nikolaou | Mouvement socialiste panhellénique      | Grèce                |
| Spyrídon Plaskovítis | Mouvement socialiste panhellénique      | Grèce                |
| Ioannis Ziagas (à partir du 6 juillet 1982, en remplacement Antonios Georgiadis) | Mouvement socialiste panhellénique      | Grèce                |
| Leonídas Lagákos à partir du 2 novembre 1981 | Mouvement socialiste panhellénique      | Grèce                |
| Christos Markopoulos à partir du 2 novembre 1981 | Mouvement socialiste panhellénique      | Grèce                |
| Kalliópi Nikoláou à partir du 2 novembre 1981 | Mouvement socialiste panhellénique      | Grèce                |
| Aristidis Ouzounidis à partir du 9 juin 1983 en replacement de Emmanouil Poniridis (24 novembre 1981 - 3 juin 1983) en remplacement de Dimitrios Koulourianos (à partir du 2 novembre 1981) | Mouvement socialiste panhellénique      | Grèce                |
| Konstantína Pantazí à partir du 2 novembre 1981 | Mouvement socialiste panhellénique      | Grèce                |
| Yiánnos Papantoníou à partir du 2 novembre 1981 | Mouvement socialiste panhellénique      | Grèce                |
| Nikólaos Vgenópoulos à partir du 2 novembre 1981 | Mouvement socialiste panhellénique      | Grèce                |

## Groupe du Parti populaire européen
| Nom                                                                                      | Parti                                       | Pays                 |
| ---------------------------------------------------------------------------------------- | ------------------------------------------- | -------------------- |
| Pietro Adonnino                                                                          | Démocratie chrétienne                       | Italie               |
| Jochen van Aerssen                                                                       | Union chrétienne-démocrate d'Allemagne      | Allemagne de l'Ouest |
| Heinrich Aigner                                                                          | Union chrétienne-sociale en Bavière         | Allemagne de l'Ouest |
| Siegbert Alber                                                                           | Union chrétienne-démocrate d'Allemagne      | Allemagne de l'Ouest |
| Dario Antoniozzi                                                                         | Démocratie chrétienne                       | Italie               |
| Giovanni Barbagli                                                                        | Démocratie chrétienne                       | Italie               |
| Paolo Barbi                                                                              | Démocratie chrétienne                       | Italie               |
| Pierre Baudis                                                                            | Union pour la démocratie française (CDS)    | France               |
| Giovanni Bersani                                                                         | Démocratie chrétienne                       | Italie               |
| Bouke Beumer                                                                             | Appel chrétien-démocrate                    | Pays-Bas             |
| Philipp von Bismarck                                                                     | Union chrétienne-démocrate d'Allemagne      | Allemagne de l'Ouest |
| Erik Bernhard Blumenfeld                                                                 | Union chrétienne-démocrate d'Allemagne      | Allemagne de l'Ouest |
| Reinhold L. Bocklet                                                                      | Union chrétienne-sociale en Bavière         | Allemagne de l'Ouest |
| Fernand Boden jusqu'au 18 juillet 1979                                                   | Parti populaire chrétien-social             | Luxembourg           |
| Elise Boot                                                                               | Appel chrétien-démocrate                    | Pays-Bas             |
| Leonidas Bournias 1er janvier 1981 – 18 octobre 1981 à partir du 2 novembre 1981         | Nouvelle Démocratie                         | Grèce                |
| Elmar Brok à partir du 17 juin 1980                                                      | Union chrétienne-démocrate d'Allemagne      | Allemagne de l'Ouest |
| Hanna Walz                                                                               | Union chrétienne-démocrate d'Allemagne      | Allemagne de l'Ouest |
| Kurt Wawrzik                                                                             | Union chrétienne-démocrate d'Allemagne      | Allemagne de l'Ouest |
| Rudolf Wedekind à partir du 17 février 1981                                              | Union chrétienne-démocrate d'Allemagne      | Allemagne de l'Ouest |
| Karl von Wogau                                                                           | Union chrétienne-démocrate d'Allemagne      | Allemagne de l'Ouest |
| Jean Wolter jusqu'au 18 juillet 1979                                                     | Parti populaire chrétien-social             | Luxembourg           |
| Benigno Zaccagnini jusqu'au 27 novembre 1981                                             | Démocratie chrétienne                       | Italie               |
| Axel N. Zarges à partir du 1er janvier 1984                                              | Union chrétienne-démocrate d'Allemagne      | Allemagne de l'Ouest |
| Ortensio Zecchino                                                                        | Démocratie chrétienne                       | Italie               |
| Maria Luisa Cassanmagnago Cerretti                                                       | Démocratie chrétienne                       | Italie               |
| Raphaël M.G. Chanterie (Remplace Paul De Keersmaeker le 31 janvier 1982.)                | Parti populaire chrétien                    | Belgique             |
| Mark Clinton                                                                             | Fine Gael                                   | Irlande              |
| Arnaldo Colleselli                                                                       | Démocratie chrétienne                       | Italie               |
| Francisque Collomb                                                                       | Union pour la démocratie française          | France               |
| Emilio Colombo jusqu'au 14 avril 1980                                                    | Démocratie chrétienne                       | Italie               |
| Francesco Cosentino à partir du 16 janvier 1984                                          | Démocratie chrétienne                       | Italie               |
| Roberto Costanzo                                                                         | Démocratie chrétienne                       | Italie               |
| Lambert V.J. Croux                                                                       | Parti populaire chrétien                    | Belgique             |
| Joachim Dalsass                                                                          | Parti populaire sud-tyrolien                | Italie               |
| Michel Debatisse jusqu'au 23 octobre 1979                                                | Union pour la démocratie française (CDS)    | France               |
| Antonio Del Duca à partir du 16 avril 1980                                               | Démocratie chrétienne                       | Italie               |
| Pierre Deschamps (Remplace Charles-Ferdinand Nothomb le 21 mai 1980.)                    | Parti social-chrétien                       | Belgique             |
| Alfredo Diana                                                                            | Démocratie chrétienne                       | Italie               |
| André Diligent                                                                           | Union pour la démocratie française (CDS)    | France               |
| Sergio Ercini à partir du 9 septembre 1982                                               | Démocratie chrétienne                       | Italie               |
| Nicolas Estgen à partir du 14 août 1979                                                  | Parti populaire chrétien-social             | Luxembourg           |
| Renzo Eligio Filippi                                                                     | Démocratie chrétienne                       | Italie               |
| Marc Fischbach à partir du 19 juillet 1979                                               | Parti populaire chrétien-social             | Luxembourg           |
| Otmar Franz à partir du 30 janvier 1981                                                  | Union chrétienne-démocrate d'Allemagne      | Allemagne de l'Ouest |
| Ingo Friedrich                                                                           | Union chrétienne-sociale en Bavière         | Allemagne de l'Ouest |
| Isidor W. Früh                                                                           | Union chrétienne-démocrate d'Allemagne      | Allemagne de l'Ouest |
| Karl Fuchs                                                                               | Union chrétienne-sociale en Bavière         | Allemagne de l'Ouest |
| Paola Gaiotti De Biase                                                                   | Démocratie chrétienne                       | Italie               |
| Achillefs Gerokostopoulos à partir du 2 novembre 1981                                    | Nouvelle Démocratie                         | Grèce                |
| Vincenzo Giummarra                                                                       | Démocratie chrétienne                       | Italie               |
| Alberto Ghergo                                                                           | Démocratie chrétienne                       | Italie               |
| Giovanni Giavazzi                                                                        | Démocratie chrétienne                       | Italie               |
| Guido Gonella décédé le 19 août 1982                                                     | Démocratie chrétienne                       | Italie               |
| Konstantinos Gontikas 1er janvier 1981 – 18 octobre 1981 à partir du 2 novembre 1981     | Nouvelle Démocratie                         | Grèce                |
| Alfons Goppel                                                                            | Union chrétienne-sociale en Bavière         | Allemagne de l'Ouest |
| Frans G. van der Gun jusqu'au 31 décembre 1981                                           | Appel chrétien-démocrate                    | Pays-Bas             |
| Otto de Habsbourg-Lorraine                                                               | Union chrétienne-sociale en Bavière         | Allemagne de l'Ouest |
| Wilhelm F.T. Hahn                                                                        | Union chrétienne-démocrate d'Allemagne      | Allemagne de l'Ouest |
| Kai-Uwe von Hassel                                                                       | Union chrétienne-démocrate d'Allemagne      | Allemagne de l'Ouest |
| Wilhelm Helms                                                                            | Union chrétienne-démocrate d'Allemagne      | Allemagne de l'Ouest |
| Fernand Herman                                                                           | Parti social-chrétien                       | Belgique             |
| Karl-Heinz Hoffmann (en)                                                                 | Union chrétienne-démocrate d'Allemagne      | Allemagne de l'Ouest |
| Erhard Jakobsen                                                                          | Démocrates du centre                        | Danemark             |
| James L. Janssen van Raay                                                                | Appel chrétien-démocrate                    | Pays-Bas             |
| Sjouke Jonker                                                                            | Appel chrétien-démocrate                    | Pays-Bas             |
| Konstantinos Kallias à partir du 2 novembre 1981                                         | Nouvelle Démocratie                         | Grèce                |
| Konstantinos Kaloyannis à partir du 2 novembre 1981                                      | Nouvelle Démocratie                         | Grèce                |
| Hans Katzer                                                                              | Union chrétienne-démocrate d'Allemagne      | Allemagne de l'Ouest |
| Filotas Kazazis à partir du 2 novembre 1981                                              | Nouvelle Démocratie                         | Grèce                |
| Egon Klepsch                                                                             | Union chrétienne-démocrate d'Allemagne      | Allemagne de l'Ouest |
| Herbert W. Köhler jusqu'au 16 janvier 1981                                               | Union chrétienne-démocrate d'Allemagne      | Allemagne de l'Ouest |
| Horst Langes                                                                             | Union chrétienne-démocrate d'Allemagne      | Allemagne de l'Ouest |
| Jean Lecanuet                                                                            | Union pour la démocratie française (CDS)    | France               |
| Silvio Lega                                                                              | Démocratie chrétienne                       | Italie               |
| Gerd Ludwig Lemmer                                                                       | Union chrétienne-démocrate d'Allemagne      | Allemagne de l'Ouest |
| Marcelle Lentz-Cornette à partir du 5 mars 1980                                          | Parti populaire chrétien-social             | Luxembourg           |
| Marlene Lenz                                                                             | Union chrétienne-démocrate d'Allemagne      | Allemagne de l'Ouest |
| Giosuè Ligios                                                                            | Démocratie chrétienne                       | Italie               |
| Salvatore Lima                                                                           | Démocratie chrétienne                       | Italie               |
| Hans August Lücker                                                                       | Union chrétienne-sociale en Bavière         | Allemagne de l'Ouest |
| Rudolf Luster                                                                            | Union chrétienne-démocrate d'Allemagne      | Allemagne de l'Ouest |
| Luigi Macario                                                                            | Démocratie chrétienne                       | Italie               |
| John Joseph McCartin                                                                     | Fine Gael                                   | Irlande              |
| Hanja Maij-Weggen                                                                        | Appel chrétien-démocrate                    | Pays-Bas             |
| Ernst Majonica                                                                           | Union chrétienne-démocrate d'Allemagne      | Allemagne de l'Ouest |
| Kurt Malangré                                                                            | Union chrétienne-démocrate d'Allemagne      | Allemagne de l'Ouest |
| Pol Marck (Remplace Jaak Henckens le 7 septembre 1981.)                                  | Parti populaire chrétien                    | Belgique             |
| Meinholf Mertens                                                                         | Union chrétienne-démocrate d'Allemagne      | Allemagne de l'Ouest |
| Marcello Modiano à partir du 23 juillet 1984                                             | Démocratie chrétienne                       | Italie               |
| Joseph A. Mommersteeg à partir du 18 janvier 1982                                        | Appel chrétien-démocrate                    | Pays-Bas             |
| Louise Moreau                                                                            | Union pour la démocratie française (CDS)    | France               |
| Ernst Müller-Hermann                                                                     | Union chrétienne-démocrate d'Allemagne      | Allemagne de l'Ouest |
| Angelo Narducci jusqu'au 10 mai 1984                                                     | Démocratie chrétienne                       | Italie               |
| Franz-Josef Nordlohne décédé le 29 janvier 1981                                          | Union chrétienne-démocrate d'Allemagne      | Allemagne de l'Ouest |
| Harry A.C.M. Notenboom                                                                   | Appel chrétien-démocrate                    | Pays-Bas             |
| Tom G. O'Donnell                                                                         | Fine Gael                                   | Irlande              |
| Olivier Lefèvre d'Ormesson                                                               | Centre national des indépendants et paysans | France               |
| Efstratios Papaefstratiou 1er janvier 1981 – 18 octobre 1981 à partir du 2 novembre 1981 | Nouvelle Démocratie                         | Grèce                |
| Mario Pedini                                                                             | Démocratie chrétienne                       | Italie               |
| Jean J.M. Penders                                                                        | Appel chrétien-démocrate                    | Pays-Bas             |
| Gero Pfennig                                                                             | Union chrétienne-démocrate d'Allemagne      | Allemagne de l'Ouest |
| Pierre Pflimlin                                                                          | Union pour la démocratie française (CDS)    | France               |
| Alphonsine Phlix (Remplace Leo Tindemans le 17 décembre 1981.)                           | Parti populaire chrétien                    | Belgique             |
| Flaminio Piccoli                                                                         | Démocratie chrétienne                       | Italie               |
| Hans-Gert Pöttering                                                                      | Union chrétienne-démocrate d'Allemagne      | Allemagne de l'Ouest |
| Mihaïl Protopapadakis à partir du 2 novembre 1981                                        | Nouvelle Démocratie                         | Grèce                |
| Albert F.L. Pürtsen décédé le 10 juin 1980                                               | Union chrétienne-démocrate d'Allemagne      | Allemagne de l'Ouest |
| Renate-Charlotte Rabbethge                                                               | Union chrétienne-démocrate d'Allemagne      | Allemagne de l'Ouest |
| Günter Rinsche                                                                           | Union chrétienne-démocrate d'Allemagne      | Allemagne de l'Ouest |
| Mariano Rumor                                                                            | Démocratie chrétienne                       | Italie               |
| Richie Ryan                                                                              | Fine Gael                                   | Irlande              |
| Bernhard Sälzer                                                                          | Union chrétienne-démocrate d'Allemagne      | Allemagne de l'Ouest |
| Jacques Santer jusqu'au 18 juillet 1979                                                  | Parti populaire chrétien-social             | Luxembourg           |
| Mario Sassano décédé le 1er janvier 1984                                                 | Démocratie chrétienne                       | Italie               |
| Casimir J. Prinz zu Sayn-Wittgenstein-Berleburg jusqu'au 30 décembre 1983                | Union chrétienne-démocrate d'Allemagne      | Allemagne de l'Ouest |
| Wolfgang Schall                                                                          | Union chrétienne-démocrate d'Allemagne      | Allemagne de l'Ouest |
| Ursula Schleicher                                                                        | Union chrétienne-sociale en Bavière         | Allemagne de l'Ouest |
| Paul Schnitker                                                                           | Union chrétienne-démocrate d'Allemagne      | Allemagne de l'Ouest |
| Konrad Schön                                                                             | Union chrétienne-démocrate d'Allemagne      | Allemagne de l'Ouest |
| Jean Seitlinger                                                                          | Union pour la démocratie française (CDS)    | France               |
| Maurice-René Simonnet                                                                    | Union pour la démocratie française (CDS)    | France               |
| Jean Spautz à partir du 19 juillet 1979 jusqu'au 4 mars 1980                             | Parti populaire chrétien-social             | Luxembourg           |
| Carlo Stella à partir du 5 janvier 1982                                                  | Démocratie chrétienne                       | Italie               |
| Teun Tolman                                                                              | Appel chrétien-démocrate                    | Pays-Bas             |
| Giovanni Travaglini                                                                      | Démocratie chrétienne                       | Italie               |
| Marcel Albert Vandewiele                                                                 | Parti populaire chrétien                    | Belgique             |
| Paul Vankerkhoven (Remplace Victor Michel le 9 novembre 1982.)                           | Parti social-chrétien                       | Belgique             |
| Eric Van Rompuy (Remplace Joris Verhaegen le 28 août 1981.)                              | Parti populaire chrétien                    | Belgique             |
| Willem J. Vergeer                                                                        | Appel chrétien-démocrate                    | Pays-Bas             |
| Joannes J. Verroken                                                                      | Parti populaire chrétien                    | Belgique             |

Entre le 1er janvier et le 18 octobre 1981, les députés européens de Nouvelle Démocratie, siègent parmi les non-inscrits.

## Groupe des démocrates européens
| Nom                                     | Parti                        | Pays        |
| --------------------------------------- | ---------------------------- | ----------- |
| Neil Balfour                            | Parti conservateur           | Royaume-Uni |
| Robert C. Battersby                     | Parti conservateur           | Royaume-Uni |
| Peter Beazley                           | Parti conservateur           | Royaume-Uni |
| Nicholas Bethell                        | Parti conservateur           | Royaume-Uni |
| Beata Ann Brookes                       | Parti conservateur           | Royaume-Uni |
| Fred Catherwood                         | Parti conservateur           | Royaume-Uni |
| Richard J. Cottrell                     | Parti conservateur           | Royaume-Uni |
| John de Courcy Ling                     | Parti conservateur           | Royaume-Uni |
| David M. Curry                          | Parti conservateur           | Royaume-Uni |
| Ian M. Dalziel                          | Parti conservateur           | Royaume-Uni |
| Charles Wellesley                       | Parti conservateur           | Royaume-Uni |
| Diana Elles                             | Parti conservateur           | Royaume-Uni |
| Adam Fergusson (en)                     | Parti conservateur           | Royaume-Uni |
| Basil de Ferranti                       | Parti conservateur           | Royaume-Uni |
| Norvela Forster                         | Parti conservateur           | Royaume-Uni |
| Eric Forth                              | Parti conservateur           | Royaume-Uni |
| Harmar Harmar-Nicholls                  | Parti conservateur           | Royaume-Uni |
| David A. Harris                         | Parti conservateur           | Royaume-Uni |
| Gloria D. Hooper                        | Parti conservateur           | Royaume-Uni |
| William J. Hopper                       | Parti conservateur           | Royaume-Uni |
| Brian H. Hord                           | Parti conservateur           | Royaume-Uni |
| Paul F. Howell                          | Parti conservateur           | Royaume-Uni |
| Alasdair Henry Hutton                   | Parti conservateur           | Royaume-Uni |
| Christopher M. Jackson                  | Parti conservateur           | Royaume-Uni |
| Robert Victor Jackson                   | Parti conservateur           | Royaume-Uni |
| Stanley P. Johnson                      | Parti conservateur           | Royaume-Uni |
| Edward T. Kellett-Bowman                | Parti conservateur           | Royaume-Uni |
| Elaine Kellett-Bowman                   | Parti conservateur           | Royaume-Uni |
| Kent S. Kirk                            | Parti populaire conservateur | Danemark    |
| John Leslie Marshall                    | Parti conservateur           | Royaume-Uni |
| Poul Møller                             | Parti populaire conservateur | Danemark    |
| James Moorhouse                         | Parti conservateur           | Royaume-Uni |
| Robert J. Moreland                      | Parti conservateur           | Royaume-Uni |
| Bill Newton Dunn                        | Parti conservateur           | Royaume-Uni |
| David Lancaster Nicolson                | Parti conservateur           | Royaume-Uni |
| Tom Normanton                           | Parti conservateur           | Royaume-Uni |
| Charles Towneley Strachey, Lord O'Hagan | Parti conservateur           | Royaume-Uni |
| George Benjamin Patterson               | Parti conservateur           | Royaume-Uni |
| Andrew Pearce                           | Parti conservateur           | Royaume-Uni |
| Henry Plumb                             | Parti conservateur           | Royaume-Uni |
| Derek Prag                              | Parti conservateur           | Royaume-Uni |
| Peter N. Price                          | Parti conservateur           | Royaume-Uni |
| Christopher J. Prout                    | Parti conservateur           | Royaume-Uni |
| James L.C. Provan                       | Parti conservateur           | Royaume-Uni |
| John Purvis                             | Parti conservateur           | Royaume-Uni |
| Brandon Rhys-Williams                   | Parti conservateur           | Royaume-Uni |
| Shelagh Roberts                         | Parti conservateur           | Royaume-Uni |
| James Scott-Hopkins                     | Parti conservateur           | Royaume-Uni |
| Madron Richard Seligman                 | Parti conservateur           | Royaume-Uni |
| Alexander Sherlock                      | Parti conservateur           | Royaume-Uni |
| Richard J. Simmonds                     | Parti conservateur           | Royaume-Uni |
| Anthony M.H. Simpson                    | Parti conservateur           | Royaume-Uni |
| Tom Spencer                             | Parti conservateur           | Royaume-Uni |
| James W. Spicer                         | Parti conservateur           | Royaume-Uni |
| Jack Stewart-Clark                      | Parti conservateur           | Royaume-Uni |
| John David Taylor                       | Parti unioniste d'Ulster     | Royaume-Uni |
| John Mark Taylor                        | Parti conservateur           | Royaume-Uni |
| Frederick A. Tuckman                    | Parti conservateur           | Royaume-Uni |
| André Turner                            | Parti conservateur           | Royaume-Uni |
| Alan R. Tyrrel                          | Parti conservateur           | Royaume-Uni |
| Peter B.R. Vanneck                      | Parti conservateur           | Royaume-Uni |
| Fred A. Warner                          | Parti conservateur           | Royaume-Uni |
| Michael Welsh                           | Parti conservateur           | Royaume-Uni |

## Groupe communiste et apparentés
| Nom | Parti                                 | Pays     |
| --- | ------------------------------------- | -------- |
| Dimítrios Adámou (à partir du 2 novembre 1981)                                                                | Parti communiste de Grèce             | Grèce    |
| Alékos Alavános (à partir du 2 novembre 1981)                                                                 | Parti communiste de Grèce             | Grèce    |
| Giorgio Amendola (décédé le 5 juin 1980) Giuseppe Vitale (à partir du 24 juin 1980)                           | Parti communiste italien              | Italie   |
| Gustave Ansart (jusqu'au 27 septembre 1981) Dominique Bucchini (à partir du 28 septembre 1981)                | Parti communiste français             | France   |
| Fabrizia Baduel Glorioso                                                                                      | Gauche indépendante                   | Italie   |
| Louis Baillot                                                                                                 | Parti communiste français             | France   |
| Carla Barbarella                                                                                              | Parti communiste italien              | Italie   |
| Enrico Berlinguer (jusqu'au 11 juin 1984)                                                                     | Parti communiste italien              | Italie   |
| Aldo Bonaccini                                                                                                | Parti communiste italien              | Italie   |
| Bodil Boserup                                                                                                 | Parti socialiste populaire            | Danemark |
| Umberto Cardia                                                                                                | Parti communiste italien              | Italie   |
| Tullia Carettoni Romagnoli                                                                                    | Gauche indépendante                   | Italie   |
| Angelo Carossino                                                                                              | Parti communiste italien              | Italie   |
| Domenico Ceravolo                                                                                             | Parti communiste italien              | Italie   |
| Robert Chambeiron                                                                                             | Union progressiste                    | France   |
| Maria Lisa Cinciari Rodano                                                                                    | Parti communiste italien              | Italie   |
| Félix Damette                                                                                                 | Parti communiste français             | France   |
| Francescopaolo D'Angelosante                                                                                  | Parti communiste italien              | Italie   |
| Danielle de March-Ronco                                                                                       | Parti communiste français             | France   |
| Jacques Denis                                                                                                 | Parti communiste français             | France   |
| Pancrazio De Pasquale                                                                                         | Parti communiste italien              | Italie   |
| Vasílios Evfremídis (à partir du 2 novembre 1981)                                                             | Parti communiste de Grèce             | Grèce    |
| Guido Fanti                                                                                                   | Parti communiste italien              | Italie   |
| Guy Fernandez                                                                                                 | Parti communiste français             | France   |
| Bruno Ferrero                                                                                                 | Parti communiste italien              | Italie   |
| Georges Frischmann                                                                                            | Parti communiste français             | France   |
| Carlo Alberto Galluzzi                                                                                        | Parti communiste italien              | Italie   |
| Anselmo Gouthier                                                                                              | Parti communiste italien              | Italie   |
| Maxime Gremetz                                                                                                | Parti communiste français             | France   |
| Jacqueline Hoffmann                                                                                           | Parti communiste français             | France   |
| Nilde Iotti (jusqu'au 19 juillet 1979) Protogene Veronesi (à partir du 26 juillet 1979)                       | Parti communiste italien              | Italie   |
| Felice Ippolito                                                                                               | Gauche indépendante                   | Italie   |
| Leonídas Kýrkos (à partir du 2 novembre 1981)                                                                 | Parti communiste de Grèce (intérieur) | Grèce    |
| Silvio Leonardi                                                                                               | Parti communiste italien              | Italie   |
| Konstantinos Loules (1er janvier 1981 – 8 février 1981) Konstantinos Kappos 9 février 1981 – 18 octobre 1981) | Parti communiste de Grèce             | Grèce    |
| Emmanuel Maffre-Baugé                                                                                         | Parti communiste français             | France   |
| Georges Marchais                                                                                              | Parti communiste français             | France   |
| Maurice Martin                                                                                                | Parti communiste français             | France   |
| Sylvie Mayer                                                                                                  | Parti communiste français             | France   |
| Giancarlo Pajetta                                                                                             | Parti communiste italien              | Italie   |
| Giovanni Papapietro                                                                                           | Parti communiste italien              | Italie   |
| René Piquet                                                                                                   | Parti communiste français             | France   |
| Henriette Poirier                                                                                             | Parti communiste français             | France   |
| Pierre Pranchère                                                                                              | Parti communiste français             | France   |
| Sergio Camillo Segre                                                                                          | Parti communiste italien              | Italie   |
| Altiero Spinelli                                                                                              | Gauche indépendante                   | Italie   |
| Vera Squarcialupi                                                                                             | Gauche indépendante                   | Italie   |
| Paul Vergès                                                                                                   | Parti communiste français             | France   |
| Francis Wurtz                                                                                                 | Parti communiste français             | France   |

## Groupe libéral et démocratique
| Nom | Parti                                            | Pays                 |
| --- | ------------------------------------------------ | -------------------- |
| Susanna Agnelli (jusqu'au 1er octobre 1981) Jas Gawronski (à partir du 19 octobre 1981)                                                     | Parti républicain italien                        | Italie               |
| Mechthild von Alemann | Parti libéral-démocrate                          | Allemagne de l'Ouest |
| Enzo Bettiza | Parti libéral italien                            | Italie               |
| Martin Bangemann | Parti libéral-démocrate                          | Allemagne de l'Ouest |
| Cornelis Berkhouwer | Parti populaire pour la liberté et la démocratie | Pays-Bas             |
| Henri Caillavet | Union pour la démocratie française (Rad.)        | France               |
| Corentin Calvez | Union pour la démocratie française               | France               |
| Domenico Cecovini | Parti libéral italien                            | Italie               |
| Francis Combe (décédé le 15 avril 1982) Jean-Thomas Nordmann (à partir du 16 avril 1982)                                                    | Union pour la démocratie française               | France               |
| André Damseaux | Parti réformateur libéral                        | Belgique             |
| Jeanne Pauwelyn (Remplace Willy De Clercq le 17 décembre 1981.)                                                                             | Parti pour la liberté et le progrès              | Belgique             |
| Charles Delatte | Union pour la démocratie française               | France               |
| Robert Delorozoy | Union pour la démocratie française               | France               |
| Georges Donnez | Union pour la démocratie française (MDSF)        | France               |
| Edgar Faure | Union pour la démocratie française               | France               |
| Colette Flesch (jusqu'au 22 novembre 1980) René Mart (à partir du 26 novembre 1980)                                                         | Parti démocratique                               | Luxembourg           |
| Yves Galland | Union pour la démocratie française (Rad.)        | France               |
| Aart Geurtsen | Parti populaire pour la liberté et la démocratie | Pays-Bas             |
| Niels Jørgen Haagerup | Venstre                                          | Danemark             |
| Ulrich Irmer | Parti libéral-démocrate                          | Allemagne de l'Ouest |
| Heinrich Jürgens | Parti libéral-démocrate                          | Allemagne de l'Ouest |
| Hendrik J. Louwes | Parti populaire pour la liberté et la démocratie | Pays-Bas             |
| Thomas Joseph Maher | Indépendant                                      | Irlande              |
| Simone Martin | Union pour la démocratie française               | France               |
| Jørgen Brøndlund Nielsen | Venstre                                          | Danemark             |
| Tove Nielsen | Venstre                                          | Danemark             |
| Hans R. Nord | Parti populaire pour la liberté et la démocratie | Pays-Bas             |
| Sergio Pininfarina | Parti libéral italien                            | Italie               |
| Jean-François Pintat | Union pour la démocratie française (PR)          | France               |
| Michel Poniatowski | Union pour la démocratie française (PR)          | France               |
| Marie-Jane Pruvot | Union pour la démocratie française (PR)          | France               |
| Luc Beyer de Ryke (Remplace Jean Rey le 11 juillet 1980.)                                                                                   | Parti réformateur libéral                        | Belgique             |
| André Rossi | Union pour la démocratie française (Rad.)        | France               |
| Victor Sablé | Union pour la démocratie française (PR)          | France               |
| Christiane Scrivener | Union pour la démocratie française (PR)          | France               |
| Gaston Thorn (jusqu'au 18 juillet 1979) Jean Hamilius (du 19 juillet 1979 au 14 janvier 1982) Charles Goerens (à partir du 15 février 1982) | Parti démocratique                               | Luxembourg           |
| Karel De Gucht (Remplace Herman Vanderpoorten le 21 mai 1980.)                                                                              | Parti pour la liberté et le progrès              | Belgique             |
| Simone Veil | Union pour la démocratie française               | France               |
| Bruno Visentini (jusqu'au 4 août 1983) Mario Di Bartolomei (à partir du 23 septembre 1983)                                                  | Parti républicain italien                        | Italie               |

## Groupe des démocrates européens de progrès
| Nom                                                                             | Parti                                       | Pays        |
| ------------------------------------------------------------------------------- | ------------------------------------------- | ----------- |
| Magdeleine Anglade à partir du 6 octobre 1982 jusqu'au 18 novembre 1983         | Centre national des indépendants et paysans | France      |
| Vincent Ansquer                                                                 | Rassemblement pour la République            | France      |
| André Bord à partir du 19 avril 1982                                            | Rassemblement pour la République            | France      |
| Hubert Buchou jusqu'au 30 septembre 1980                                        | Rassemblement pour la République            | France      |
| Jacques Chirac jusqu'au 28 avril 1980                                           | Rassemblement pour la République            | France      |
| Nicole Chouraqui jusqu'au 16 octobre 1980                                       | Rassemblement pour la République            | France      |
| Jean-José Clément à partir du 11 juillet 1980 jusqu'au 15 février 1982          | Rassemblement pour la République            | France      |
| Pierre-Bernard Cousté à partir du 13 octobre 1980                               | Rassemblement pour la République            | France      |
| Jerry Cronin jusqu'au 23 mai 1984                                               | Fianna Fáil                                 | Irlande     |
| Noel Michael Davern                                                             | Fianna Fáil                                 | Irlande     |
| Michel Debré jusqu'au 30 septembre 1980                                         | Rassemblement pour la République            | France      |
| Gustave Deleau                                                                  | Rassemblement pour la République            | France      |
| Xavier Deniau à partir du 18 septembre 1981 jusqu'au 14 avril 1983              | Rassemblement pour la République            | France      |
| Síle de Valera                                                                  | Fianna Fáil                                 | Irlande     |
| Marie-Madeleine Dienesch jusqu'au 30 septembre 1980                             | Rassemblement pour la République            | France      |
| Maurice Doublet à partir du 1er juillet 1980 jusqu'au 18 juin 1981              | Rassemblement pour la République            | France      |
| Maurice Druon jusqu'au 20 juin 1980                                             | Rassemblement pour la République            | France      |
| Winnie Ewing                                                                    | Parti national écossais                     | Royaume-Uni |
| André Fanton à partir du 26 juin 1980 jusqu'au 16 avril 1982                    | Rassemblement pour la République            | France      |
| Seán Flanagan                                                                   | Fianna Fáil                                 | Irlande     |
| Marie-Madeleine Fourcade à partir du 13 octobre 1980 jusqu'au 17 septembre 1981 | Rassemblement pour la République            | France      |
| Roger Gauthier à partir du 13 janvier 1983                                      | Rassemblement pour la République            | France      |
| François-Marie Geronimi à partir du 17 octobre 1980                             | Rassemblement pour la République            | France      |
| Alain Gillot jusqu'au 30 septembre 1980                                         | Rassemblement pour la République            | France      |
| Gérard Israël à partir du 16 mai 1980                                           | Rassemblement pour la République            | France      |
| Michel Junot à partir du 19 juin 1981 jusqu'au 12 janvier 1983                  | Rassemblement pour la République            | France      |
| Gabriel Kaspereit à partir du 25 juillet 1983                                   | Rassemblement pour la République            | France      |
| Claude L.L.P. Labbé jusqu'au 9 juillet 1980                                     | Rassemblement pour la République            | France      |
| Patrick Joseph Lalor                                                            | Fianna Fáil                                 | Irlande     |
| Jean de Lipkowski à partir du 13 octobre 1980 jusqu'au 15 décembre 1981         | Rassemblement pour la République            | France      |
| Christian de La Malène                                                          | Rassemblement pour la République            | France      |
| Jean Méo à partir du 18 septembre 1981 jusqu'au 30 septembre 1982               | Rassemblement pour la République            | France      |
| Pierre Messmer jusqu'au 27 juin 1980                                            | Rassemblement pour la République            | France      |
| Jean Mouchel à partir du 16 février 1982 jusqu'au 30 septembre 1983             | Rassemblement pour la République            | France      |
| Jacqueline Nebout à partir du 25 avril 1983                                     | Rassemblement pour la République            | France      |
| Kai Nyborg                                                                      | Parti du progrès                            | Danemark    |
| René Paulhan à partir du 16 décembre 1981 jusqu'au 9 mars 1983                  | Rassemblement pour la République            | France      |
| Christian Poncelet jusqu'au 30 septembre 1980                                   | Rassemblement pour la République            | France      |
| Eugène Remilly                                                                  | Rassemblement pour la République            | France      |
| Hector Riviérez à partir du 19 novembre 1983                                    | Rassemblement pour la République            | France      |
| Hector Rolland à partir du 1er octobre 1983                                     | Rassemblement pour la République            | France      |
| Marie-Claire Scamaroni à partir du 11 mars 1983                                 | Rassemblement pour la République            | France      |
| Hugues Tatilon à partir du 27 mai 1983 jusqu'au 24 juillet 1983                 | Rassemblement pour la République            | France      |
| André Turcat à partir du 13 octobre 1980 jusqu'au 17 septembre 1981             | Rassemblement pour la République            | France      |
| Daniel Vié à partir du 13 octobre 1980                                          | Rassemblement pour la République            | France      |
| Louise Weiss décédée le 26 mai 1983                                             | Rassemblement pour la République            | France      |

## Groupe de la coordination technique pour la défense des groupes et membres indépendants
| Nom | Parti                                               | Pays     |
| --- | --------------------------------------------------- | -------- |
| Mario Capanna                                                                                              | Démocratie prolétarienne                            | Italie   |
| Luciana Castellina                                                                                         | Parti d'unité prolétarienne pour le communisme      | Italie   |
| Neil Blaney                                                                                                | Fianna Fáil indépendant (en)                        | Irlande  |
| Jørgen Bøgh                                                                                                | Mouvement populaire contre la Communauté européenne | Danemark |
| Jens-Peter Bonde                                                                                           | Mouvement populaire contre la Communauté européenne | Danemark |
| Emma Bonino                                                                                                | Parti radical italien                               | Italie   |
| Jaak Vandemeulebroucke (Remplace Maurits Coppieters le 12 février 1981.)                                   | Volksunie                                           | Belgique |
| Else Hammerich                                                                                             | Mouvement populaire contre la Communauté européenne | Danemark |
| Marco Pannella                                                                                             | Parti radical italien                               | Italie   |
| Leonardo Sciascia (jusqu'au 24 septembre 1979) Maria Antonietta Macciocchi (à partir du 28 septembre 1979) | Parti radical italien                               | Italie   |
| Sven Skovmand                                                                                              | Mouvement populaire contre la Communauté européenne | Danemark |

## Non-inscrits
| Nom | Parti                                       | Pays        |
| --- | ------------------------------------------- | ----------- |
| Geórgios Alexiádis à partir du 16 novembre 1982 - Apóstolos Papageorgíou (à partir du 2 novembre 1981 et décédé le 9 septembre 1982) | Parti progressiste (el)                     | Grèce       |
| Giorgio Almirante | Mouvement social italien – Droite nationale | Italie      |
| Antonino Buttafuoco | Mouvement social italien – Droite nationale | Italie      |
| Doeke Eisma (en remplacement de Suzanne Dekker à partir du 11 juin 1981)                                                             | Démocrates 66                               | Pays-Bas    |
| Paul-Henry Gendebien | Rassemblement wallon                        | Belgique    |
| Arie de Goede | Démocrates 66                               | Pays-Bas    |
| Ian Paisley | Parti unioniste démocrate                   | Royaume-Uni |
| Giánkos Pesmazóglou 1er janvier 1981 – 18 octobre 1981 à partir du 2 novembre 1981                                                   | Parti du socialisme démocratique (el)       | Grèce       |
| Francesco Petronio | Mouvement social italien – Droite nationale | Italie      |
| Adriano Romualdi | Mouvement social italien – Droite nationale | Italie      |
| Antoinette Spaak | Front démocratique des francophones         | Belgique    |
| Ioánnis Zígdis 1er janvier 1981 – 18 octobre 1981                                                                                    | Union du centre démocratique (en)           | Grèce       |